# Capoeta bergamae
Capoeta bergamae är en fiskart som beskrevs av Karaman, 1969. Capoeta bergamae ingår i släktet Capoeta och familjen karpfiskar. IUCN kategoriserar arten globalt som sårbar. Inga underarter finns listade.